# Adolescents (album)
Adolescents, också känt som The Blue Album, är det amerikanska punkrockbandet Adolescents debutalbum, släppt i april 1981. Albumet spelades in i mars 1981 och tog bara fyra dagar att spela in, mixa och mastra. Gruppen splittrades fyra månader efter skivans släpp, men återförenades fem år senare. Samma uppsättning i bandet som spelade på The Blue Album (Anthony Brandenburg, Rikk Agnew, Frank Agnew, Steve Soto och Casey Royer) har återförenats flera gånger, men endast under korta perioder.
Trots att gitarristen Rikk Agnew bidrog mycket till albumet lämnade han bandet efter att albumet släppts, eftersom han inte kom överens med de andra medlemmarna. Han ersattes av The Germs-gitarristen Pat Smear.
The Blue Album omskrivs ofta som Adolescents bästa album. Allmusic-kritikern Jack Rabid gav albumet 4,5 av 5 i betyg, och tyckte att de bästa låtarna från albumet var "I Hate Children", "Self Destruct" och "Kids of the Black Hole". Punknews gav även albumet 4,5 av 5 i betyg.

## Låtlista
Sida ett
1. "I Hate Children" (Tony Cadena, Steve Soto) - 1:44
2. "Who Is Who" (Cadena, Soto, Frank Agnew) - 1:22
3. "Wrecking Crew" (Cadena, Soto) - 2:06
4. "L.A. Girl" (Cadena, F. Agnew) - 1:46
5. "Self Destruct" (Cadena, Soto) - 0:47
6. "Kids of the Black Hole" (Rikk Agnew) - 5:26

Sida två
1. "No Way" (R. Agnew) - 2:00
2. "Amoeba" (R. Agnew, Casey Royer) - 3:02
3. "Word Attack" (Cadena, R. Agnew) - 1:05
4. "Rip It Up" (Cadena, R. Agnew) - 2:10
5. "Democracy" (Soto, Jim Housman) - 2:07
6. "No Friends" (Cadena, Soto) - 2:29
7. "Creatures" (R. Agnew) - 1:57

Bonuslåtar på vissa versioner
14. "Welcome to Reality" (Soto, Cadena, Agnew) - 2:11

15. "Losing Battle" (Soto, Cadena, Agnew) - 1:35

16. "Things Start Moving" (Cadena, Agnew, Steve Roberts) - 3:06

## Musiker
Adolescents
- Tony Cadena - sång
- Rikk Agnew - gitarr, bakgrundssång
- Frank Agnew - gitarr
- Steve Soto - bas
- Casey Royer - trummor, bakgrundssång

Övriga musiker
- Danny Benair - bakgrundssång
- Jeff Beans - bakgrundssång